# Kevin Figueiredo
Kevin Figueiredo (Hudson, 12 gennaio 1977) è un batterista statunitense, membro degli Extreme dal 2007.
Nel corso della sua carriera ha inoltre suonato per DramaGods, Satellite Party, Slash, Nuno Bettencourt, Chester Bennington, Perry Farrell, Lúcia Moniz e Tantric.
È stato per anni allievo di Mike Mangini, da cui ha ereditato il posto come batterista negli Extreme.

## Discografia

### Con i Population 1
- Sessions from Room 4 (2004)

### Con i DramaGods
- Love (2005)

### Con i Satellite Party
- Ultra Payloaded (2007)

### Con gli Extreme
- Saudades de Rock (2008)
- Six (2023)